# 岩手县立大学宫古短期大学部
岩手县立大学宫古短期大学部（日语：／ Iwate Kenritsu Daigaku Miyako Tanki Daigakubu *），简称宫古短大，是一所位于日本岩手县宫古市的公立短期大学。前身是岩手县立宫古短期大学（日语：／ Iwate Kenritsu Miyako Tanki Daigaku *）。

## 概要

### 简介
- 短期大学为于1990年开办[1]、由公立大学法人岩手县立大学经营[2]。为男女同校。

### 历史
- 1990年 岩手县立宫古短期大学成立并同时设置一个学科即经营信息学科[3]。
- 1998年 改校名为岩手县立大学宫古短期大学部[2]。

### 宪章
- 请参看岩手县立大学盛冈短期大学部的标志 （页面存档备份，存于） （日語） 2014年5月19日阅览。

## 学校环境
- 校区：在岩手县宫古市

## 历任校长
- 高桥清：第一代短期大学校长[4]。
- 中村庆久：现在短期大学校长[3]

## 组织

### 学科
- 经营信息学科

### 专科
| - 没有 |

### 业余课程
| - 没有 |

### 附属机关
| - 图书馆 |

## 相关链接
- 日本短期大学列表
- 岩手县立大学盛冈短期大学部